# Carl von Dehn-Rotfelser
Jacob Arnold Carl von Dehn-Rotfelser (* 2. Juni 1808 auf Hof Busengraben bei Vacha; † 3. Juni 1881 in Kassel) war ein deutscher Jurist und Politiker.

## Leben
Dehn-Rotfelser war der Sohn des Hersfelder Advokaten Karl Dehn-Rotfelser (1747–1818) und dessen Ehefrau Elisabeth Wüst. Er heiratete 1842 Emilie Freiin von Wrede (1821–1902), die Tochter des Herren auf Würgassen und Deissel von Wrede. Aus der Ehe gingen fünf Kinder hervor. Ludwig (1846–1929) wurde Landrat und Wilhelm (1850–1932) preußischer Generalleutnant.
Carl Dehn-Rotfelser erhielt für seine Familie und seine Brüder am 10. Mai 1836 die kurhessische Adelsbestätigung als „von Dehn-Rotfelser“.
Dehn-Rotfelser studierte ab 1826 Rechtswissenschaften in Marburg. 1829 wurde er mit der Arbeit „de fideicommisso familiae rite tollenda“ zum Dr. jur. promoviert. 1829 bis 1832 war er Privatdozent und Fakultätsassistent an der Universität Göttingen. 1832 war er Assessor in Rotenburg/Fulda und 1833 Assessor mit Stimme im Justizamt Rotenburg. Von 1834 bis 1841 war er Obergerichtsassessor in Hanau. Zwischen 1841 und der Märzrevolution 1848 war er Obergerichtsrat in Kassel, 1848 war er kurzfristig Oberappellationsgerichtsrat am Oberappellationsgericht Kassel. Zwischen 1848 und 1851 war er in den Wartestand versetzt und Berater des Kurfürsten. In der Reaktionsära stieg er in wichtige Ämter auf. 1851 bis 1862 war er Generalstaatsprokurator, 1862 wurde er Vorstand des Finanzministeriums und Staatsrats. 1862/1863 war er als Direktor des Staatsministeriums Regierungschef und 1863 bis 1865 Finanzminister. Daneben war er 1861 zweimal Vertreter des Innenministers und 1862/63 des Außenministers. Danach wurde er in den Wartestand versetzt und lebte bis zu seinem Tod in Kassel.
Er war Inhaber des Roten Adlerordens I. Klasse und Kommandeurskreuz II. Klasse des Hausordens vom Goldenen Löwen.